# NGC 4543
NGC 4543 (другие обозначения — MCG 1-32-109, ZWG 42.167, VCC 1608, NPM1G +06.0349, PGC 41923) — эллиптическая галактика (E3) в созвездии Девы. Открыта Джоном Гершелем в 1827 году.
Этот объект входит в число перечисленных в оригинальной редакции «Нового общего каталога».
Галактика с вероятностью, оцениваемой в 60%, принадлежит к скоплению Девы. Она входит в группу галактик [CHM2007] LDC 904. 
NGC 4543 обращена диском к наблюдателю (наклонение около 90°). В ходе исследований в ней не обнаружено значимых количеств нейтрального водорода (порог детектирования в линии 21 см в терминах поверхностной плотности — 3·1019 атомов водорода на см2), в ней не наблюдается также видимых возмущений в оптическом диапазоне.